# Dio Padre benedicente tra due angeli
Dio Padre benedicente tra due angeli  è un affresco staccato (140x283 cm) dell'atelier di Raffaello, databile al 1515-1520 circa e conservato nel Museo del Louvre di Parigi.

## Storia e descrizione
L'opera proviene dalla calotta dell'abside dietro l'altare della cappella della villa La Magliana presso Roma, di proprietà papale. La decorazione del complesso iniziò sotto Giulio II e proseguì con Leone X, con l'affresco che venne commissionato forse già nel 1514, o più probabilmente tra il 1517 e il 1520, assieme a un altro con il Martirio di santa Cecilia del quale restano alcuni frammenti nel Musée des Beaux-Arts di Narbonne.
Disegnato probabilmente dal maestro, fu eseguito dalla scuola, forse Perin del Vaga o Pellegrino da Modena.
L'opera mostra Dio Padre Benedicente entro una mandorla di cherubini, tra due angeli che, contorcendosi, reggono una ghirlanda al di sopra di un gruppo di vaporose nubi. Sebbene lo schema rimandi a modi arcaici della scuola umbra, il vibrante dinamismo e l'accesa luminosità dei colori ne fanno un'interessante anticipazione verso il manierismo.